# أحمد العمدة
أحمد العمدة بادي ( الإنجليزية: Ahmed al-Omda ) هو ضابط وسياسي سوداني شغل منصب حاكم ولاية النيل الأزرق في منتصف عام 2021. أشرف على الاشتباكات المميتة في النيل الأزرق بين عامي 2022 وأوائل عام 2023، ودعم قائد القوات المسلحة السودانية (الجيش) عبد الفتاح البرهان خلال الحرب الأهلية السودانية التي اندلعت في أبريل/نيسان 2023.

## الحياة المبكرة وعمله في الحركة الشعبية لتحرير السودان-شمال
بالرغم من قرابته بمالك عقار الا انه لا يعرف الكثير عن حياة العمدة المبكرة. عين عميدًا على جوزيف تيكا عندما انقسمت حركة تحرير شعب السودان إلى الحركة الشعبية لتحرير السودان-شمال ومقرها في النيل الأزرق في عام 2006 . انحاز العمدة إلى مالك عقار أثناء انقسام الحركة الشعبية لتحرير السودان-شمال بين فصيل عقار وفصيل عبد العزيز الحلو . في عام 2008، عيّن عقار العمدة لقيادة الجبهة الخامسة للحركة الشعبية لتحرير السودان-شمال في النيل الأزرق.
في 2017م أصبح العمدة زعيمًا للجبهة الثانية، في هذا العام شن عدة هجمات أسفرت عن مقتل وإصابة اللاجئين في النيل الأزرق وعلى طول الحدود مع جنوب السودان.
في العام 2020، تمهيداً لإنهاء الحرب في دارفور كجزءً من اتفاقية جوبا للسلام الأوسع نطاقًا، وقع العمدة اتفاقية سلام بين الحكومة الانتقالية السودانية و فصيل عقار من الحركة الشعبية لتحرير السودان - شمال بوساطة جنوب السودان.

## حاكم الولاية
عين مجلس السيادة الانتقالي العمدة حاكمًا لولاية النيل الأزرق و خميس أبكر على ولاية غرب دارفور في 13 يونيو 2021م. أكد العمدة خلال حفل تنصيبه على فكرة بناء البنية التحتية والمؤسسات اللازمة لاستقرار الولاية من الحروب مستقبلا.
خلال فترة حكمه عيين عين العمدة الوزاراء التاليين جمال محمد صالح للمالية بالولاية، ورحاب أحمد موسى للزراعة بالولاية، وفرح عباس مدني للثروة الحيوانية والصيد بالولاية، ونمري علي منصور للتخطيط العمراني، ومحمد الحسن عبد الله يوسف وزيرًا التعليم بالولاية، وعبد العظيم حسن رزق وزيرًا للصحة بالولاية، وعمر الفكي وزيرًا للرعاية الاجتماعية، وعلي جمعة صباح الخير وزيرًا للثقافة والإعلام بالولاية، وداوود إدريس داوود وزيرًا للشباب والرياضة.
إدارته لولاية النيل الأزرق تميزت بالاستقلال نسبيًا عن الحكومة السودانية. وفي عام 2022، حث على إعادة إعمار مستوطنة الكرمك .
اندلعت العديد من الاشتباكات خلال فترة حكمه للولاية. حيث اشتبكت مجموعات من الهوسا وغير الهوسا في يوليو 2022، وقتل أربعة عشر مدنياً، رفض العمدة والمتحدث باسمه حينها التعليق لصحفيي سودان تريبيون. وأمر بفرض حظر التجوال وحظر التجمعات والمواكب غير الضرورية لقمع الصراع في جميع أنحاء الولاية. ومن ثم اتهم العمدة فصيل عبدالعزيز الحلو في الحركة الشعبية لتحرير السودان-شمال بالتحريض على الصراع العرقي بعد أن انتقد الحلو تعامل العمدة مع الوضع.
وفي أكتوبر/تشرين الأول 2022، اندلعت الاحتجاجات في ود الماحي ضد عجزه عن إنهاء الصراع. أدت الاشتباكات بمدينة الدمازين لإحراق مبنى أمانة حكومة ولاية النيل الأزرق بالمدينة ، وطالب المتظاهرون بإقالته من منصبه كحاكم و بخروج قوات الدعم السريع وقوات الاحتياطي المركزي من الولاية.
أعفى العمدة محافظي محافظة ود الماحي ومحافظة قيسان من منصبهما في السادس من فبراير 2023.
أيّد العمدة القوات المسلحة السودانية بشكل ضمني عند اندلاع النزاع بين الجيش السوداني وقوات الدعم السريع في أبريل 2023، رغم أن ولاية النيل الأزرق لم تشهد في تلك الفترة مواجهات مباشرة. وفي نوفمبر من العام نفسه، جرى تجديد حالة الطوارئ المفروضة على الولاية منذ مايو 2022.
وفي أبريل 2024، أجرى العمدة تعديلاً وزارياً  شمل عدداً من المناصب التنفيذية. وفي مايو، أعلن دعمه العلني للجيش السوداني، مؤكداً في تصريح رسمي أن "السودان يمتلك أقوى جيش في أفريقيا". وخلال الهجوم الذي شهدته ولاية سنار، دعا العمدة سلطات ولاية النيل الأزرق إلى استقبال اللاجئين القادمين من مناطق النزاع.